# 維森特佩雷斯羅薩萊斯國家公園

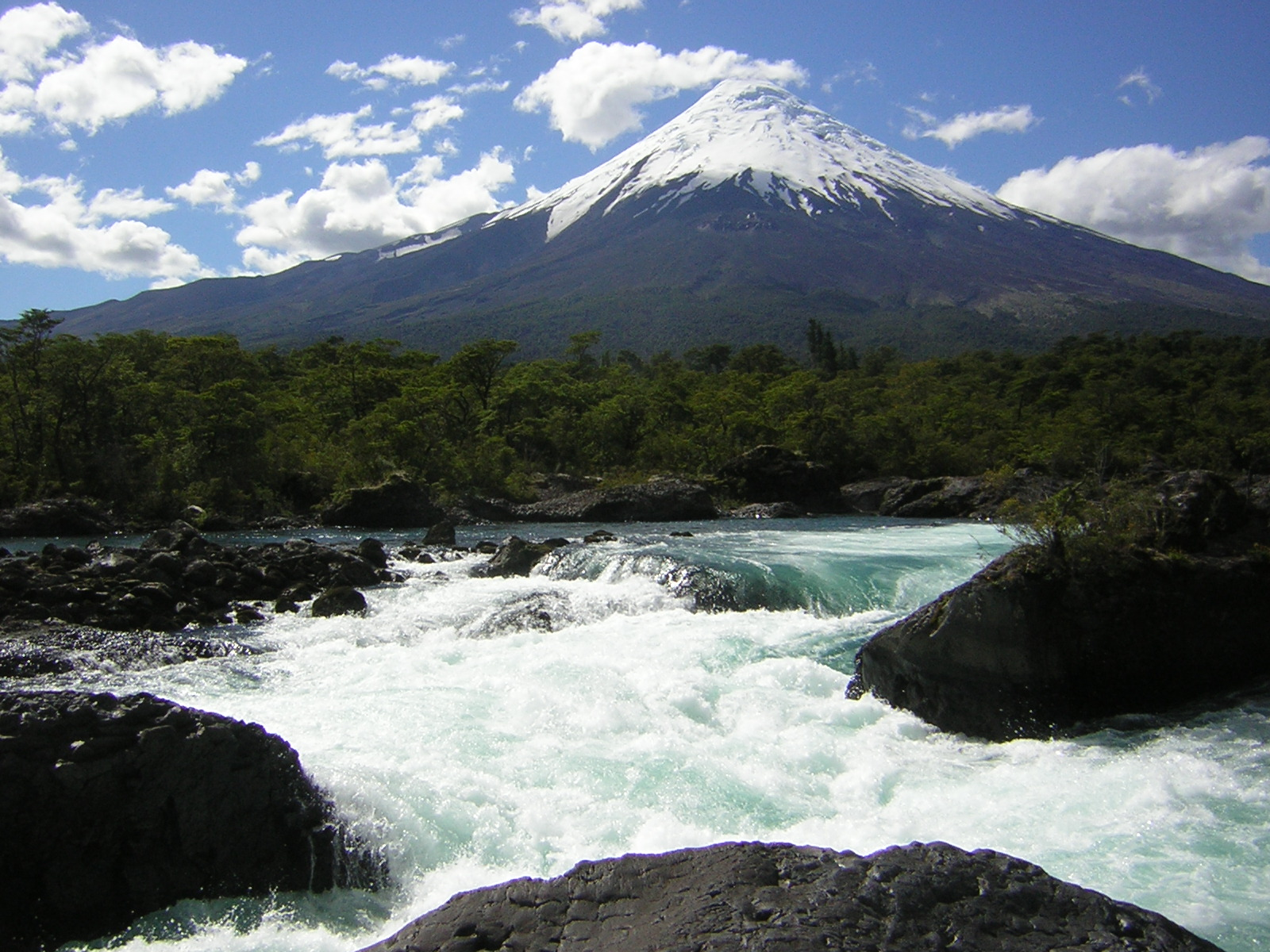

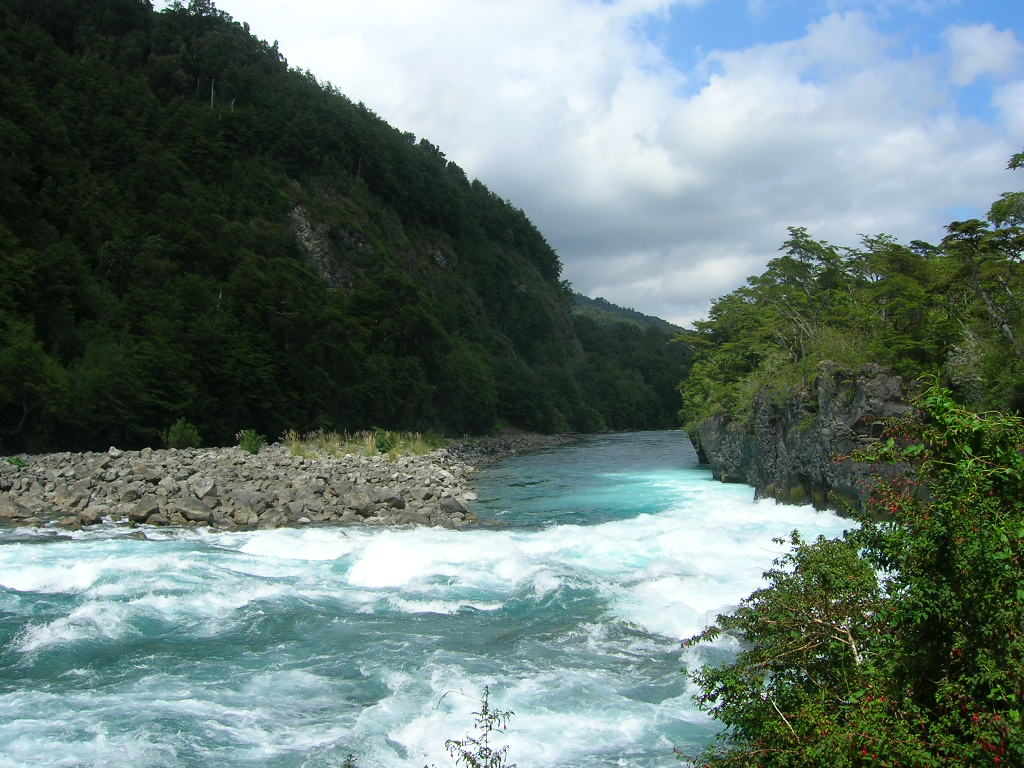

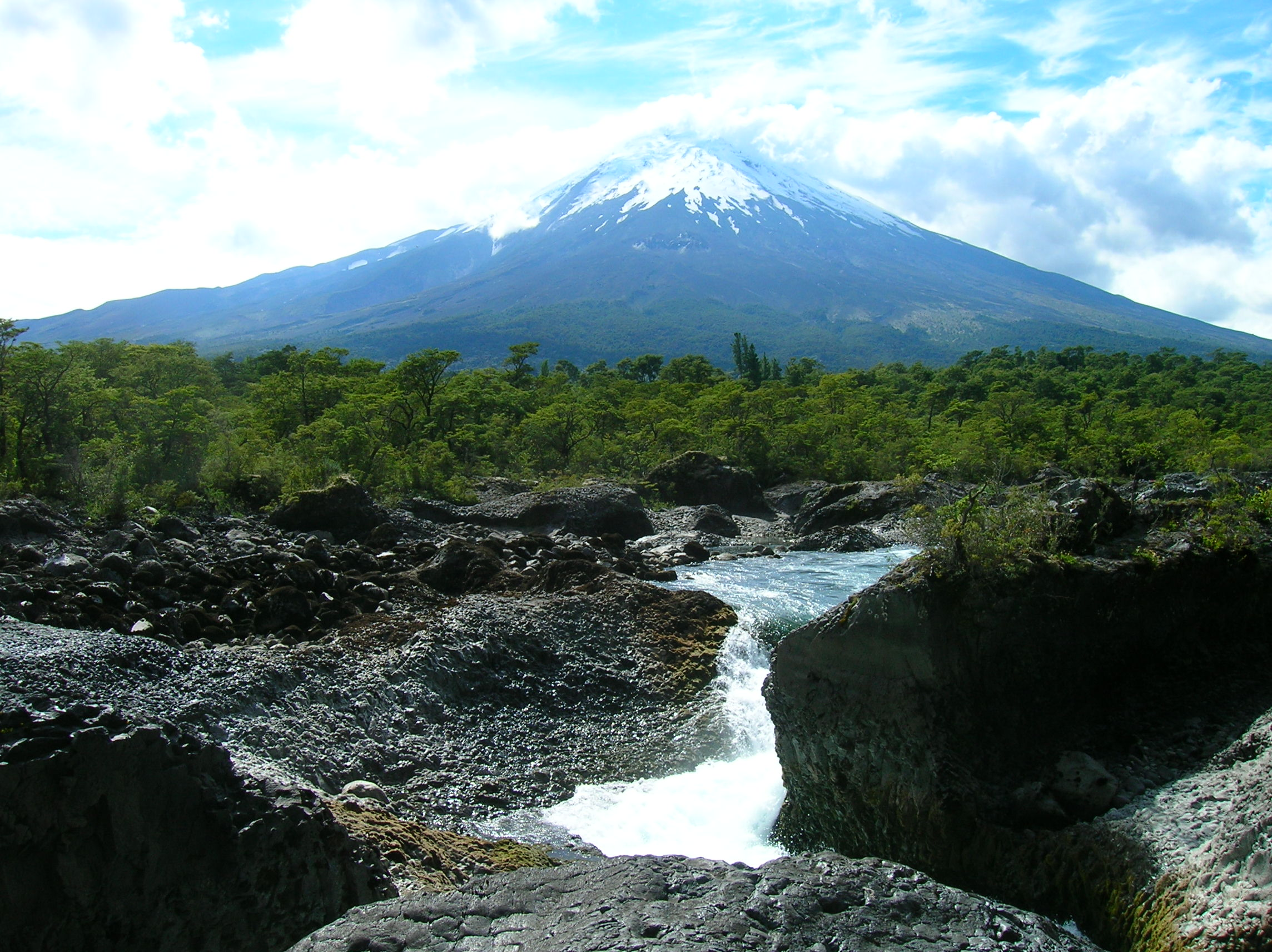

維森特佩雷斯羅薩萊斯國家公園是智利的國家公園，位於該國中南部，由湖大區負責管轄，距離蒙特港82公里，成立於1926年，面積2,530平方公里。

## 外部連結
- （西班牙文） ChileBosque （页面存档备份，存于）
- （西班牙文） Enciclopedia de la Flora Chilena （页面存档备份，存于）
- （英文） All on lake Todos los Santos, Chile